# 3824-es busz
A 3824-es jelzésű autóbuszvonal egy Encs és Hidasnémeti között közlekedő helyközi járat, amelyet a Volánbusz Zrt. üzemeltet Abaújszántó, Boldogkőváralja, Regéc és Gönc érintésével.

## Útvonala
Útvonala lefedi az egykori Abaúj-Torna vármegye déli részét északi irányban. Mindössze április és október közötti szombatokon 1 indítás van Encsről és 1 érkezik Encsre. Ezen kívül a legeslegtöbb Abaújszántóról indul, melyet az autóbusz-állomástól Gibárt, Abaújkér, illetve a 39-es főút felől közelít meg. Nagyrésze Abaújkér felé, kisebbik része Abaújalpár és Boldogkőújfalu felé hagyja el a mezőgazdasági várost, de előtte vasúti csatlakozást biztosít Szerencs irányába majd minden esetben. Utóbbi járatok egy része Boldogkőváralján belül Arkára is kitérnek, a két útvonal a boldogkőváraljai elágazásnál, a néhai Boldogkőváralja megállóhelynél egyesül. Egy szerdai pár Hernádcécére és Alsócécére is betér, úgy folytatja útját a korláti elágazásig, a megszűnt Korlát-Vizsoly megállóhelyig. Itt egy hajnali abaújszántói munkásjárat Korlátra és Fonyra nyújt összeköttetést, míg egy hétfőkön közlekedő és az Encsről induló tovább halad Regécre, illetve mind érintik a Zempléni-hegységben található Mogyoróska törpefalvat. Visszatérve az elágazáshoz, Vizsolyon egyes járatok a novajidrányi vasútállomáson kapcsolatot nyújtanak Miskolc és Hidasnémeti felé. Ezután Vilmányon újra elkanyarodva néhány szóló Hejcét is érinti. Göncruszka után Gönc városa következik. Északnyugati irányba hagyja el, és a vonal végállomásához, Hidasnémetibe, annak is a vasútállomására ér.
Ellentétes irányban útvonala változatlan.

### Érdekességek
- A vonal teljes hossza 95,5 km, kitérés nélkül 44,3 km.
- A vonal 67 megállót érint, kitérés nélkül 30 megállót.
- Teljes menetideje 3 óra (180 perc), kitérés nélkül 71 perc.

## Közlekedése
Indításszáma alacsony, de a legtöbb teljes útvonalon közlekedik, már ami alatt az Abaújszántó és Hidasnémeti közötti szakaszt értjük a legtöbb kitérés nélkül. Közös útvonalon halad a 3723-as vonallal, mely buszok Miskolcról érkeznek. 
| Útvonala                                | Indításszáma    | Közlekedése                   |
| --------------------------------------- | --------------- | ----------------------------- |
| Encs, aut. áll. – Regéc, aut. ford.     | 1 pár           | (04.01–10.31) szombatokon     |
| Abaújszántó, piactér – Hidasnémeti, vá. | 5 oda, 6 vissza | hétfőn; szerdán               |
| Abaújszántó, piactér – Hidasnémeti, vá. | 4 oda, 5 vissza | kedden; csütörtökön; pénteken |
| Abaújszántó, piactér – Hidasnémeti, vá. | 2 pár           | hétvégén                      |
| Novajidrány, vá. – Hidasnémeti, vá.     | 1 pár           | munkanapokon                  |
| Gönc, vh. – Hidasnémeti, vá.            | 1 pár           | tanítási napokon              |

## Megállóhelyei
| 0                                                                                    | Encs, autóbusz-állomás végállomás              | 0.0 km  | 3720, 3722, 3723, 3728, 3801, 3802, 3803, 3804, 3806, 3808, 3809, 3810, 3811, 3812, 3815, 3816, 3819, 3821 Forró-Encs [90.] |
| Csak az ellentétes irányból érkező érinti.                                           |                                                |         | |
| ∫                                                                                    | Encs, iskola                                   | ∫       | 3720, 3722, 3723, 3728, 3802, 3803, 3804, 3806, 3808, 3809, 3810, 3811, 3812, 3815, 3816, 3819, 3821, 3868                  |
| 1                                                                                    | Encs, Rákóczi utca                             | 1.0 km  | 3723, 3804, 3806, 3808, 3809, 3810, 3868                                                                                    |
| 2                                                                                    | Gibárt, Kossuth utca 17.                       | 3.8 km  | 3723, 3804, 3806, 3808, 3809, 3810, 3868                                                                                    |
| 3                                                                                    | Gibárt, Dózsa György utca 10.                  | 4.5 km  | 3723, 3804, 3806, 3808, 3809, 3810, 3868                                                                                    |
| 4                                                                                    | Abaújkér, vasúti megállóhely                   | 7.7 km  | 3723, 3804, 3806, 3808, 3809, 3810, 3868 Abaújkér [98.]                                                                     |
| 5                                                                                    | Abaújkér, Kassai utca 18.                      | 8.7 km  | 3723, 3806, 3808, 3809, 3810, 3868                                                                                          |
| 6                                                                                    | Abaújszántó, mezőgazdasági szakközépiskola     | 10.5 km | 3723, 3806, 3808, 3809, 3810, 3868 Abaújszántó [98.]                                                                        |
| 7                                                                                    | Abaújszántó, piactér vonalközi végállomás      | 11.9 km | 3723, 3729, 3806, 3808, 3809, 3810, 3851, 3868                                                                              |
| A szerdán és az Encs és Regéc között közlekedők érintik.                             |                                                |         | |
| ∫                                                                                    | Abaújszántó, állami gazdaság üzemegység        | ∫       | 3723, 3729, 3806, 3809, 3810, 3868                                                                                          |
| ∫                                                                                    | Aranyosi elágazás                              | ∫       | 3723, 3729, 3806, 3809, 3810, 3868                                                                                          |
| ∫                                                                                    | Abaújalpár, bejárati út                        | ∫       | 3723, 3806, 3809, 3810 |
| ∫                                                                                    | Boldogkőújfalu, községháza                     | ∫       | 3723, 3806, 3809, 3810 |
| ∫                                                                                    | Boldogkőújfalu, Szabadság utca 85.             | ∫       | 3723, 3806, 3809, 3810 |
| ∫                                                                                    | Boldogkőváralja, iskola                        | ∫       | 3723, 3806, 3809, 3810 |
| Tanítási napokon 2; szerdán 2 indítás és az Encs és Regéc között közlekedők érintik. |                                                |         | |
| ∫                                                                                    | Boldogkőváralja, arkai elágazás                | ∫       | 3723, 3804, 3806, 3809, 3810                                                                                                |
| Szerdán 2 indítás érinti.                                                            |                                                |         | |
| ∫                                                                                    | Arka, községháza                               | ∫       | 3723, 3809, 3810 |
| ∫                                                                                    | Boldogkőváralja, arkai elágazás                | ∫       | 3723, 3804, 3806, 3809, 3810                                                                                                |
| ∫                                                                                    | Boldogkőváralja, Kossuth utca                  | ∫       | 3723, 3804, 3810 |
| 8                                                                                    | Abaújszántó, mezőgazdasági szakközépiskola     | 13.2 km | 3723, 3806, 3808, 3809, 3810, 3868 Abaújszántó [98.]                                                                        |
| 9                                                                                    | Abaújkér, Kassai utca 18.                      | 14.9 km | 3723, 3806, 3808, 3809, 3810, 3868                                                                                          |
| 10                                                                                   | Boldogkőváraljai elágazás                      | 20.3 km | 3723, 3804 Boldogkőváralja [98.]                                                                                            |
| 11                                                                                   | Hernádcécei elágazás                           | 21.2 km | 3723, 3821 |
| Szerdán 2 indítás érinti.                                                            |                                                |         | |
| ∫                                                                                    | Hernádcéce, templom                            | ∫       | 3821 |
| ∫                                                                                    | Hernádcéce, autóbusz-forduló                   | ∫       | 3821 |
| ∫                                                                                    | Hernádcéce, templom                            | ∫       | 3821 |
| 11                                                                                   | Hernádcécei elágazás                           | 21.2 km | 3723, 3821 |
| 12                                                                                   | Korláti elágazás                               | 22.0 km | 3723, 3804, 3821 |
| Hétfőn 2; többi munkanapon 1 indítás és az Encs és Regéc között közlekedők érintik.  |                                                |         | |
| ∫                                                                                    | Korlát-Vizsoly vasútállomás                    | ∫       | 3804, 3821 Korlát-Vizsoly [98.]                                                                                             |
| ∫                                                                                    | Korlát, községháza                             | ∫       | 3804, 3821 |
| ∫                                                                                    | Korlát, Kossuth utca 55.                       | ∫       | 3804, 3821 |
| ∫                                                                                    | Fony, vilmányi elágazás                        | ∫       | 3804, 3821 |
| Hétfőn 1 indítás és az Encs és Regéc között közlekedők érintik.                      |                                                |         | |
| ∫                                                                                    | Fony, Dózsa György utca 1.                     | ∫       | 3821 |
| ∫                                                                                    | Mogyoróska, bejárati út                        | ∫       | 3821 |
| ∫                                                                                    | Mogyoróska, szálló                             | ∫       | 3821 |
| ∫                                                                                    | Mogyoróska, bejárati út                        | ∫       | 3821 |
| ∫                                                                                    | Regéc, községháza                              | ∫       | 3821 |
| ∫                                                                                    | Regéc, autóbusz-forduló vonalközi végállomás   | ∫       | 3821 |
| ∫                                                                                    | Regéc, községháza                              | ∫       | 3821 |
| ∫                                                                                    | Mogyoróska, bejárati út                        | ∫       | 3821 |
| ∫                                                                                    | Mogyoróska, szálló                             | ∫       | 3821 |
| ∫                                                                                    | Mogyoróska, bejárati út                        | ∫       | 3821 |
| ∫                                                                                    | Fony, Dózsa György utca 1.                     | ∫       | 3821 |
| ∫                                                                                    | Fony, vilmányi elágazás                        | ∫       | 3804, 3821 |
| ∫                                                                                    | Korlát, Kossuth utca 55.                       | ∫       | 3804, 3821 |
| ∫                                                                                    | Korlát, községháza                             | ∫       | 3804, 3821 |
| ∫                                                                                    | Korlát-Vizsoly vasútállomás                    | ∫       | 3804, 3821 Korlát-Vizsoly [98.]                                                                                             |
| 12                                                                                   | Korláti elágazás                               | 22.0 km | 3723, 3804, 3821 |
| 13                                                                                   | Vizsoly, terményraktár                         | 24.0 km | 3723, 3804, 3821 |
| 14                                                                                   | Vizsoly, iskola                                | 24.7 km | 3723, 3804, 3821 |
| 15                                                                                   | Vizsoly, termelőszövetkezet géptelep           | 25.6 km | 3723, 3804, 3821 |
| Munkanapokon 5 indítás érinti.                                                       |                                                |         | |
| ∫                                                                                    | Novajidrány, vasútállomás vonalközi végállomás | ∫       | 3720, 3723, 3804, 3819, 3821 Novajidrány [90.]                                                                              |
| 15                                                                                   | Vizsoly, termelőszövetkezet géptelep           | 25.6 km | 3723, 3804, 3821 |
| 16                                                                                   | Vilmány, Fő út 57.                             | 27.8 km | 3723, 3804, 3821 |
| 17                                                                                   | Vilmány, iskola                                | 28.5 km | 3723, 3804, 3821, 3825 |
| 18                                                                                   | Vilmány, hejcei elágazás                       | 29.2 km | 3723, 3804, 3825 |
| Szerdán 2 indítás érinti.                                                            |                                                |         | |
| ∫                                                                                    | Hejce, községháza                              | ∫       | 3723, 3804, 3825 |
| 18                                                                                   | Vilmány, hejcei elágazás                       | 29.2 km | 3723, 3804, 3825 |
| 19                                                                                   | Göncruszka, vegyesbolt                         | 32.0 km | 3723, 3825, 3929 Göncruszka [98.]                                                                                           |
| 20                                                                                   | Göncruszka, iskola                             | 32.5 km | 3723, 3825, 3929 |
| 21                                                                                   | Gönc, fatelep                                  | 35.3 km | 3723, 3825, 3929 Gönc [98.]                                                                                                 |
| 22                                                                                   | Gönci elágazás                                 | 35.9 km | 3723, 3825, 3826, 3929 |
| 23                                                                                   | Gönc, sporttelep                               | 36.7 km | 3723, 3825, 3826, 3929 |
| 24                                                                                   | Gönc, városháza vonalközi végállomás           | 37.5 km | 3723, 3825, 3826, 3929 |
| 25                                                                                   | Gönc, sporttelep                               | 38.3 km | 3723, 3825, 3826, 3929 |
| 26                                                                                   | Gönci elágazás                                 | 39.1 km | 3723, 3825, 3826, 3929 |
| 27                                                                                   | Zsujtai elágazás                               | 39.7 km | 3723, 3825, 3826, 3929 |
| 28                                                                                   | Hidasnémeti, takarékszövetkezet                | 43.1 km | 3723, 3822, 3825, 3826, 3929                                                                                                |
| 29                                                                                   | Hidasnémeti, vasútállomás bejárati út          | 43.8 km | 3723, 3822, 3825, 3826, 3929                                                                                                |
| 30                                                                                   | Hidasnémeti, vasútállomás végállomás           | 44.3 km | 3723, 3822, 3823, 3825, 3826, 3929 Hidasnémeti [90/98.]                                                                     |